# Џејмс Џул
Џејмс Прескот Џул (енгл. James Prescott Joule; Солфорд, 24. децембар 1818 — Сејл, 11. октобар 1889) је био енглески физичар и пивар.
Као син богатог пивара, породица га је послала (са својим братом) да га подучава Џон Далтон. После образовања, као менаџер у пивари свога оца (коју је водио скоро цео свој живот) размишљао је о замени парних машина са тада новим изумом, електричним мотором.
Његов научни рад се базирао на проучавању топлоте и њене везе са електрицитетом и механиком. У чланку који је 1841. послао Краљевском друштву показао је да проводник кроз који пролази електрична струја производи топлоту у количини која је пропорционална отпору проводника и квадрата струје која пролази кроз њега. Овај феномен је познат као Џулов закон.
Преко експеримената показао је да топлота и рад могу да се претварају једно у друго, чувајући њихову кумулативну вредност. Наиме, у механичким и хидрауличким машинама због трења део рада се претвара у топлоту, а у топлотним машинама рад се добија преко величине еквивалентне топлоти. Овај Џулов принцип је познат као механички еквивалент топлоте, у којем је он практично показао закон одржања енергије за термодинамичке системе. Ови његови резултати су пуно допринели дефинисању првог принципа термодинамике.
Са Лордом Келвином је развијао температурну скалу.
У његову част данашња СИ јединица за рад и енергију носи назив џул (симбол J).

## Биографија

### Младост
Џејмс Прескот Џул био је син Бенџамина Џула (1784—1858), богатог пивара и Алис Прескот Џул. Џејмс је рођен у кући спојеној са пиваром Џул у улици Њу Бејли Стрит, у Салфорду, 24. децембра 1818. Џејмс је учен у породичном дому Брумхил, у Пендлберију, у близини Салфорда, до 1834. када је са старијим братом Бенџамином, послан у Манчестерско књижевно и филозофско друштво (енгл. Manchester Literary and Philosophical Society) да учи са Џоном Далтоном. Обоје су од Далтона учили аритметику и геометрију само две године до Далтонова повлачења због можданог удара. Ипак Далтон је оставио трајан траг на обојици као и на осталим својим сурадницима као што су били нпр. хемичар Вилијам Хенри и инжињери Питер Еварт и Итон Ходгкинсон. Џула је наставио да подучава Цон Дејвис. Очарани електрицитетом, браћа Џул су експериметирали дајући један другоме и породичној послузи електричне ударе.
Џул је постао управник пивоваре и имао активну улогу у вођењу до продаје фирме 1854. Наука је била разонода, иако је врло рано почео истраживати могућност замене праних машина у погону пиваре, новооткривеним електричним моторима.
Први научни рад о електрицитету објавио је 1838. у часопису Annals of Electricity, којег је основао и водио колега Џона Дејвиса, Вилијам Стерџен. Формулирао је Џулове законе 1840, те се надао да ће импресионирати Краљевско друштво, али је сазнао да га сматрају обичним провинцијским дилетантом.
Када се Стерџен преселио у Манчестер 1840, Џул и он постали су језгро круга интелектуалаца града. Обоје су слично размишљали да наука и теологија требају да буду интегриране. Џул је предавао Стерџеновој школи Royal Victoria Gallery of Practical Science. Године 1847. оженио се Амелиом Грајмс, кћерком Ливерпоолског цариника.
Џул је схватио да сагоревање једне фунте угљена у парној машини даје пет пута више прихода (енгл duty) од фунте цинка потрошеног у Гровеовој батерији. Џулов уобичајени стандард економског прихода (енгл. economical duty) била је могућност да се подигне једна фунта на висину од једне стопе. На Џула је утицало размишљање Франца Аепинуса, те је покушавао да објасни појаву електрицитета и магнетизма, као атома окружених калориформним етером у стању вибрације. Џулово занимање које је почело као финансијско размишљање о томе колико рада може добити од појединог извора, довело га је до размишљања о претварању енергије.
Године 1843. објавио је резултате експеримената који су показали да учинак загрејавања који је квантификовао 1841. настаје због стварања топлите у проводнику, а не због пренос са друге опреме. То је био директан изазов калоријској теорији која је говорила да се топлота не може стварати, нити уништити, а која је доминирала науком о топлоти од времена Антоана Лавоазјеа који ју је поставио 1783. Лавоазјеов углед и практични успех Сади Карнотове калоријске теорије топлотне машине, додатно су отежали пут младом Џулу који је радио изван академских и инжињерских кругова. Поборници калоријске теорије истицали су симетрију термоелектричног учинка, те тврдили да су топлота и струја конвертибилни, барем делимичним реверзибилним процесом.
Један од његових најпознатијих експеримената, који се данас назива Џулов уређај састојао се од утега спојеног са нити која је на другом крају спојена са лопатицама уроњеним у спремник са водом тако да ротирају. Под утицајем терета који повлачи нит долази до ротације лопатица унутар спремника. Тако се гравитацијска потенцијална енергија терета претвара у кинетичку енергију вртње или ротације, те температура воде расте због трења. Тако је измерио механички еквивалент топлоте.

### Прихваћање
Велик део првобитног неприхватања Џуловог рада произлазио је из његове зависности о изузетно прецизних мерних инструмената. Џул је тврдио да може измерити температуру у тачно унутар 1/200 ступња Фаренхајта. Таква прецизност је била неуобичајена у експерименталној физици тога времена. Многи који су сумњали у Џула нису имали увид у његово искуство у производњи пива и упућеност у практичне технологије. Џулу је исто тако помогла и набавка научних уређаја из радионице Џона Бенџамина Дансера.
У Немачкој је Херман фон Хелмхолц био упознао са Џуловим радом и сличним радом Јулијуса фон Мајера из 1842. Иако су обојица била убрзо заборављена након објављивања њихових радова, Хелмхолц је у својој књизи у којој говори о очувању енергије из 1847. признао заслуге двојице научника.
На предавању 1847. у Оксфорду, Џула су слушали Џорџ Габријел Стокс, Мајкл Фарадеј и Вилијам Томсон који је тада управо постао професор природне филозофије на универзитету у Глазгову.
Неочекивано, Томсон и Џул су се сусрели касније те године у Шамонију, током Џуловог меденог месеца. Тада су се договорили да изврше експеримент мерења разлике у температури воде на врху и дну водопада Каскад де Саланш, што се касније показало непрактичним. Иако је Томсон сматрао да Џулове резултате треба теоретски објаснити, и даље је бранио Карнотову школу. У својим записима о апсолутној температури из 1848, Томсон наводи како сматра да је претварање топлоте у механичку енергију вероватно немогућа, свакако недоказива ствар, али показује и прве сумње у калоријску теорију, описујући Џулова открића изузетним. Томсон није послао записе Џулу, него је Џул након што их је прочитао, послао писмо у којем тврди да је доказао претварање енергије, те да планира додатне експерименте. Томсон му је узвратио да и он намерава да изведе експерименте како би помирио две теорије. Иако Томсон није извео своје експерименте током идуће две године постао је све незадовољнији Карноовом теоријом, те све више прихваћао Џулову. У раду из 1851. Томсон није хтео да иде даље од компромиса између две теорије. Џул је одмах послао писмо са питањима и коментарима. То је довело до плодне сурадње два научника, бројних Џулових експеримената и Томсонових анализа и предлога даљњих експеримената.

## Доприноси

### Џулова топлота
Џулова топлота је топлота која настаје при проласку електричне струје кроз проводник због његовог отпора. Та је количина топлоте:
{\displaystyle Q=I^{2}\cdot R\cdot t}
где је: I - јачина струје, R - отпор проводника, а t - време. Једначина је позната и под називом Џулов закон.

### Џул-Томсонов учинак
Џул-Томсонов учинак или Џул-Томсонов ефект је промена температуре реалних гасова адијабатском експанзијом кроз узак вентил или капилару. Готово свим гасовима температура притом пада, па је та појава основа рада свих расхладних уређаја, од великих индустријских хладњача до хладњака за домаћинство.

### Џулов процес
Џулов процес, Брајтонов процес или процес на константном притиску, односно циклус је скупни назив за термодинамичке кружне процесе којима се на темељу топлотне енергије добија механички рад. Будући да се одвијају између два стална притиска, прикладни су за техничку примену, на пример код гасних турбина. Као радни медијум може послужити неки гас, мада се најчешће примењује ваздух, већ и због тога што садржи оксиданс (кисеоник).

## Механички еквивалент топлоте
Даљи експерименти и мерења са његовим електричним мотором навели су Џула да процени механички еквивалент топлоте као 4,1868 џула по калорији рада да би се повисила температура једне фунте воде за један степен Фаренхајта. On је објавио своје резултате на састанку хемијског одела Британске асоцијације за унапређење науке у Корку у августу 1843. и био је дочекан тишином.
Џул је био одлучан и почео да тражи чисто механичку демонстрацију претварања рада у топлоту. Форсирајући воду кроз перфорирани цилиндар, могао је да измери благо вискозно загревање течности. Он је добио механички еквивалент од 770 ft·lbf/Btu (4,14 џул/калорија (J/cal)). Чињеница да су вредности добијене како електричним, тако и чисто механичким средствима у сагласности до бар једног реда величине била је за Џула убедљив доказ о стварности конвертибилности рада у топлоту.
где год се троши механичка сила, увек се добија тачан еквивалент топлоте— Џ. П. Џул, август 1843.
Џул је сад покушао трећи приступ. Он је измерио топлоту која је настала у односу на рад при компресовању гаса. Добио је механички еквивалент од 798 ft·lbf/Btu (4.29 J/cal). На више начина, тај експеримент је представљао најлакшу мету за Џулове критичаре, али се Џул ослободио очекиваних примедби путем досетљивог експериментисања. Џул је поднео свој манускрипт Краљевском друштву 20. јуна 1844, међутим, Краљевско друштво је одбило да објави његов рад, те је он морао да се задовољи објављивањем у Philosophical Magazine 1845. године. У том раду он је јасно одбацио калоријско размишљање Карноа и Емила Клапејрона, али је његова теолошка мотивација исто тако постала евидентна:
Ја схватам да је ова теорија ... у супротности са прихваћеним принципима филозофије, јер она доводи до закључка да vis viva може да буде уништена неправилним распоређивањем апарата: Стога г. Клапејрон изводи закључак да „пошто је температура ватре 1000 °C до 2000 °C виша од температуре бојлера, долази до једног енормног губитка vis viva при прелазу топлоте са пећи на бојлер.” Уверен да моћ уништавања припада само самом Творцу, ја утврђујем ... да свака теорија која при примени, захтева анихилацију силе, нужно је погрешна. 
Џул овде усваја језик vis viva (енергија), вероватно зато што је Хоџкинсон прочитао Евартов преглед On the measure of moving force Књижевно-филозофском друштву у априлу 1844.
Џул је писао у својој публикацији из 1844. године:
... механичка снага која врши окретање магнетноелектричне машине се претвора у топлоту која се развија пролазом струје индукције кроз њене калемове; и, са друге стране, снага кретања електромагнетског мотора се добија на рачун топлоте услед хемијских реакција батерије помоћу које она ради.
Јуна 1845, Џул је прочитао своју публикацију On the Mechanical Equivalent of Heat на састанку Британске асоцијације у Кембриџу. У том раду он известио о свом најпознатијем експерименту, који је обухватао употребу пада тега, при чему гравитација врши механички рад, да окрене точак са лопатицама у једној изолованој посуди воде, што је довело до повећања температуре. Он је проценио да је механички еквивалент 819 ft·lbf/Btu (4,41 J/cal). Џул је написао писмо са описом тог експеримента часопису Philosophical Magazine, које је објављено у септембру 1845.
Године 1850, Џул је објавио прецизније мерење од 772.692 ft·lbf/Btu (4.159 J/cal), што је ближе проценама из 20. века.

## Кинетичка теорија
Кинетика је наука о кретању. Џул је био ученик Далтона, и стога није чудно да је био строг поборник атомске теорије, мада је било много научника у његово време који су били скептични. Он је исто тако био један од малобројних људи који су прихватали занемарени рад Џона Херапата о кинетичкој теорији гасова. На њега је оставила веома дубок утисак публикација Питера Еварта из 1813. године па насловом On the measure of moving force.
Џул је схватио однос између његових открића и кинетичке теорије топлоте. Његови лабораторијски записи откривају да је сматрао да је топлота форма ротационог, а не транслационог кретања.
Џул није могао да одоли налажењу претходника његових гледишта у Франсису Бејкону, сер Исаку Њутну, Џону Локу, Бенџамину Томпсону (грофу Румфорду) и сер Хамфрију Дејвију. Иако су такви ставови оправдани, Џул је наставио вршећи процене вредности механичког еквивалента топлоте од 1034 стопе-фунте из Румфордових публикација. Неки модерни писци су критиковали овај приступ на бази тога да Румфордови експерименти ни на који начин нису представљали систематска квантитативна мерења. У једној од његових личних напомена, Џул тврди да Мајерова мерења нису била прецизнија од Румфордових.
Џулу се придају заслуге за објашњавање феномена зеленог бљеска у писму манчестерском Књижевном и филозофском друштву из 1869: заправо, он је само напоменуо (са скицом) последњи поглед као плавичасто зелени.